# Dipodomys merriami
Dipodomys merriami är en däggdjursart som beskrevs av Edgar Alexander Mearns 1890. Dipodomys merriami ingår i släktet känguruspringmöss, och familjen påsmöss. IUCN kategoriserar arten globalt som livskraftig.
Arten blir med svans cirka 24,7 cm lång, svanslängden är ungefär 14,4 cm och vikten ligger mellan 40 och 50 g. På ovansidan förekommer gråbrun päls som har ett något strimmig utseende och undersidan är täckt av vit päls. Liksom andra känguruspringmöss har Dipodomys merriami kindpåsar för att bära födan och en tofs vid svansens slut. Huvudet kännetecknas av små nakna öron och stora ögon. Bakfötterna är påfallande stora med päls på undersidan. Tandformeln är I 1/1 C 0/0 P 1/1 M 3/3, alltså 20 tänder.
Denna gnagare förekommer i sydvästra USA samt i norra och centrala Mexiko. Den lever i olika torra habitat med glest fördelad växtlighet. Typiska växter är buskar, arter av malörtssläktet, amerikanska arter av tallsläktet och ensläktet samt Yucca brevifolia.
När honan inte är brunstig lever varje individ ensam och de är nattaktiva. På dagen vilar de i självgrävda underjordiska bon. Denna känguruspringmus äter främst frön som kompletteras med gräs, örter, andra gröna växtdelar och ibland insekter. Individer som hotas kastar sand mot angriparen.
Honor har mellan februari och maj en eller flera kullar. Dräktigheten varar uppskattningsvis 28 till 32 dagar och sedan föds upp till 6 ungar, oftast 3, som väger 3 till 8g. Ungarna diar sin mor 15 till 25 dagar och de blir könsmogna efter 60 till 84 dagar. Enskilda exemplar levde 9,8 år.

## Underarter
Arten delas in i följande underarter:
- D. m. parvus
- D. m. merriami

Wilson & Reeder (2005) listar ytterligare 17 underarter, däribland:
- Dipodomys merriami insularis
- Dipodomys merriami margaritae

## Bildgalleri

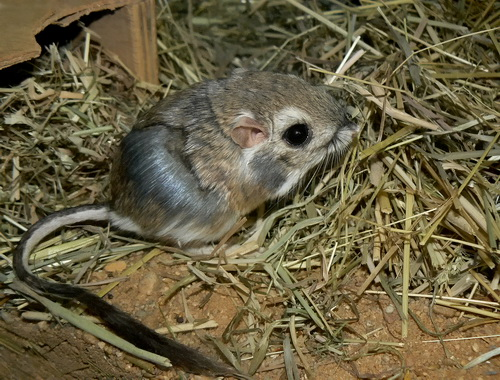
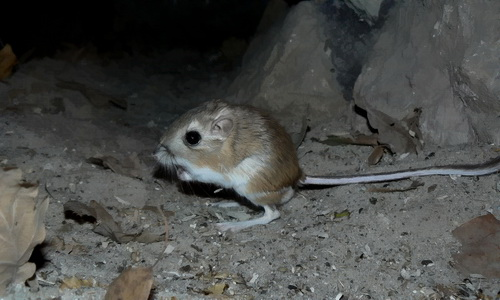
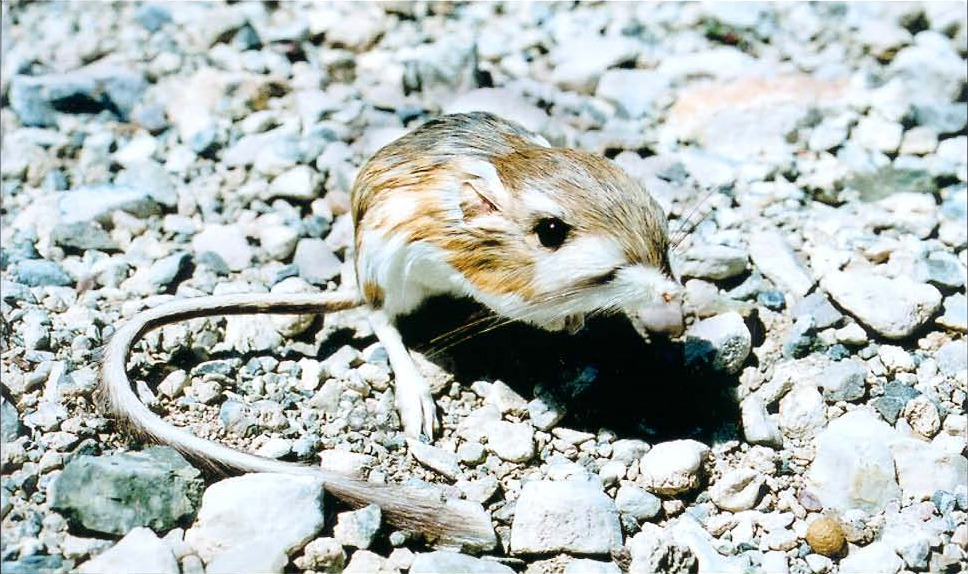